# Bugasong, Antique
Bugasong là một đô thị cấp bốn ở tỉnh Antique, Philippines. Theo điều tra dân số năm 2015, đô thị này có dân số 33.642 người trong.

## Các đơn vị hành chính
Về mặt hành chính, Bugasong được chia thành 27 khu phố (barangay).
| - Anilawan - Arangote - Bagtason - Camangahan - Cubay B - Cubay South - Guija - Igbalangao - Igsoro - Ilaures - Jinalinan - Lacayon - Maray - Paliwan | - Pangalcagan - Centro Ilawod (Pob.) - Centro Ilaya (Pob.) - Centro Pojo (Pob.) - Sabang Đ - Sabang West - Tagudtud B - Tagudtud South - Talisay - Tica - Tono-an - Yapu - Zaragoza |